# موریگراتی
موریگراتی (به ایتالیایی: Morigerati) یک کومونه در ایتالیا است که در استان سالرنو واقع شده‌است.

## خصوصیات
موریگراتی ۲۱ کیلومترمربع مساحت و ۷۴۸ نفر جمعیت دارد.